# Wilitty Younoussa
Wilitty Younoussa, né le 9 septembre 2001 à Tcholliré, est un footballeur camerounais, qui joue au poste de milieu défensif au Rodez Aveyron Football.

## Biographie

### En club

#### Débuts au Cameroun
Wilitty Younoussa débute le football de club à l'âge de huit ans dans sa ville natale de Tcholliré. Son agent Maxime Nana l'emmène alors à Yaoundé rejoindre l'AS Internationale Football Académie.

#### Dijon FCO
Le Dijon FCO le repère au tournoi G8 Talent organisé en novembre 2018 au Cameroun. En janvier 2020, il rejoint le club bourguignon où il signe un contrat de deux ans et demi.
Il fait ses débuts en Ligue 1 le 13 septembre 2020 contre le Stade brestois, en remplaçant Jonathan Panzo à dix minutes du terme. Il dispute trois matchs de championnat au cours de sa première saison à l'issue de laquelle Dijon est relégué. En Ligue 2, Younoussa s'impose comme un élément important de l'effectif avec 20 matchs pour 2 passes décisives.

#### Rodez AF
Le 23 août 2022, il rejoint le Rodez Aveyron Football pour deux saisons. Il fait ses débuts avec Rodez le 17 septembre 2022 sur la pelouse du Paris FC. Le 1er mars 2023, il inscrit son premier but en professionnel lors du quart de finale de Coupe de France perdu 6-1 face au voisin de Toulouse.

### En sélection
En 2017, il participe à la Coupe d'Afrique des Nations des moins de 17 ans avec le Cameroun, au cours de laquelle il dispute un match contre le Ghana.

### Style de jeu
Wilitty Younoussa se démarque par son nombre important de courses au cours d'un match. De par son style de jeu et son gabarit, il est comparé à N'Golo Kanté par son entraîneur Patrice Garande et ses coéquipiers.

### Famille
Younoussa a dix frères et sœurs, et est le quatrième enfant de la famille.